# X Japan
X Japan (エックス ジャパン, Ekkusu Japan) är ett japanskt hårdrocksband, lett av trummisen och pianisten Yoshiki. De var huvudsakligen aktiva under åren 1985-1997.
De började som ett speed metalband och började senare spela mer alternativ rock. De fokuserade mycket på ballader. De upplöstes 1997, men återförenades under 2007.
Bandet är kända som ett av de viktigaste visual-kei-banden.

## Historik

### Begynnelsen
När Toshi (Toshimitsu Deyama) och Yoshiki (Yoshiki Hayashi) var 19 år gamla startade de ett eget band som hette Noise, men ändrade 1983 namnet till X. Deras första singel, I'll Kill You, kom ut i juni 1985. Under sina tidiga år bytte X sina medlemmar ofta. De enda permanenta medlemmarna var Toshi och Yoshiki.
Inget skivbolag ville skriva kontrakt med dem, på grund av deras speciella klädstil, smink och framträdanden. Genren visual kei var då ännu inget känt begrepp. Yoshiki grundade därför sitt eget skivbolag, Extasy Records, med pengar som han och hans mor fick genom att sälja sitt familjeföretag. I april 1988 släpptes deras första album, Vanishing Vision. Vid det här laget bestod bandet av medlemmarna av Yoshiki (Trummor, Piano), Toshi (Sång), hide (Gitarr), Pata (Gitarr), Taiji (Bas), som är den uppsättning X blev kända med.

### Bandets storhetstid
Under 1992 var X vida berömda i Japan, och ville nu också slå igenom i USA. Men där fanns redan ett band med samma namn, så de beslutade att ändra bandets namn till X Japan 1993. Under den här perioden ledde bråk mellan Yoshiki och Taiji till att Taiji lämnade bandet. Han ersattes då av Heath (Hiroshi Morie).
X Japan, ledd av Yoshiki, slutade aldrig att utvecklas. Deras musik varierar från speed metal-låtar som till exempel Sadistic Desire, Vanishing Vision och Phantom of Guilt, till pianoballader som till exempel Tears och Say Anything, till alternativa och lite mera poppiga låtar från deras sista period, exempelvis Dahlia och Rusty Nail.
En låt värd att nämna är Art Of Life, ett progressivt rock/metal-epos på 29 minuter. I den ingår ett nästan 10 minuter långt pianosolo av Yoshiki, som skrivit om en av Schuberts symfonier. Den har endast framförts live tre gånger De två första i Tokyo Dome den 30 och 31 december 1993, varav endast den sista har blivit utgiven i videoformat. Den uppfördes igen, uppdelad i början och slut, den 28 och 30 mars 2008.
Majoriteten av X Japans låtar är skrivna av Yoshiki, men ett flertal av hide och ett par stycken av Taiji och Toshi.
Yoshiki älskar klassisk musik, och det har influerat många låtar. Bland annat den tidigare nämnda Art Of Life, såväl som Rose Of Pain och Amethyst.

### X Japan löses upp
I maj 1997 meddelade Toshi att han skulle lämna bandet, någonting som ledde till slutet för X Japan i september 1997. Toshi anslöt sig till en natur- och musikbaserad sekt, ledd av en man vid namn Masaya. Många säger att den här sekten var orsaken till Toshis beslut att lämna bandet.

### Hides Död
Yoshiki och Hide planerade i hemlighet att starta upp X Japan igen år 2000. Men en tragisk händelse ledde till att de planerna fick ett abrupt slut. Hide dog den 2 maj 1998 efter en natts hårt drickande. Han hittades i sin lägenhet, hängande från ett dörrhandtag, med en handduk runt sin hals. Begravningen hölls den 7 maj 1998, då de resterande medlemmarna av X Japan spelade sin kända ballad "Forever Love", samt "Scars", en sång som Hide skapade åt X Japan.
Många spekulationer finns om Hides död. Många menar att det var ett självmord, medan andra menar att det hela var en olycka. Man kommer nog aldrig att få veta vad som verkligen skedde, men nyheten om Hides död chockade hans fans. Fyra tonåringar försökte begå självmord, varav två lyckades. Efter det att Hide dog föll Yoshiki in i en nästan tre år lång depression. Under den kunde han varken skriva låtar eller spela piano. Men han repade sig och startade flera nya projekt, bland annat Violet UK.
hide räknas trots sin död som en medlem i bandet. 

### Återföreningen
X Japan återförenades 2007 efter att Toshi blev tillfrågad av Yoshiki att sjunga Without You som Yoshiki hade skrivit till minne av Hide. Enligt rykten var det då de två bestämde att de skulle försöka återbilda X Japan.
Nu är Yoshiki, Toshii, Pata och Heath (X Japan) aktuella[när?] med låten I.V., som släpptes i samband med filmen SAW IV och även spelades under filmens sluttexter. Yoshiki tillkännagav under inspelningen av musikvideon till I.V. att bandet har planer för en konsert i Tokyo våren 2008. 
Den 20 januari avslöjades det att X Japan kommer att hålla två konserter i Tokyo Dome den 28 och 30 mars. Det utökades med en tredje, 29 mars, för att tillgodose den stora efterfrågan.
Den 28, 29 och 30 mars 2008 hade X Japan deras första konserter på nästan 10 år, där Sugizo (Luna Sea), Wes Borland (ex-Limp Bizkit) och Richard Fortus (Guns'n'Roses) gästspelade istället för hide. X Japan har utannonserat en världsturné som börjar i Paris den 22 november 2008. Ytterligare fyra konserter är inplanerade under 2009, i Hong Kong, Bangkok, Taipei och Seoul. Fler konserter kan komma att utannonseras.
Den 28 juni 2011 släpptes singeln "Jade" via iTunes. Det är deras första debutsingel utanför Japan. 

## Medlemmar

### Nuvarande medlemmar
- Yoshiki – trummor, piano, keyboard (1982–1997, 2007– )
- Toshi – sång, akustisk gitarr (1982–1997, 2007– )
- Pata – rytmgitarr, bakgrundssång (1987–1997, 2007– )
- Sugizo – sologitarr, violin, bakgrundssång (2009– )

### Tidigare medlemmar
- Yuji "Terry" Izumisawa (泉沢裕二 Izumisawa Yuji?) – gitarr (1982–1985, död 2002)
- Tomoyuki "Tomo" Ogata (オガタトモユキ Ogata Tomoyuki?) – gitarr (1984–1985)
- Atsushi Tokuo (徳応アツシ Tokuo Atsushi?) – basgitarr (1984–1985)
- Kenichi "Eddie Van" Koide (小出健一 Koide Kenichi?) – gitarr (1985)
- Yoshifumi "Hally" Yoshida (吉田良文 Yoshida Yoshifumi?) – gitarr (1985)
- Kazuaki "Zen/Xenon" Mita (三田一光 Mita Kazuaki?) – gitarr (1985–1986)
- Hisashi "Jun/Shu" Takai (高井寿 Takai Hisashi?) – gitarr (1985, 1986)
- Hikaru Utaka (宇高光 Utaka Hikaru?) – basgitarr (1985–1986)
- Masanori "Kerry" Takahashi (高橋雅則 Takahashi Masanori?) – gitarr (1986)
- Satoru Inoue (井上悟 Inoue Satoru?) – gitarr (1986)
- Isao Hori (堀功 Hori Isao?) – gitarr (1987)
- Taiji – basgitarr, akustisk gitarr, bakgrundssång (1985, 1986–1992, död 2011)
- hide – sologitarr, bakgrundssång (1987–1997, död 1998)
- Heath – basgitarr, bakgrundssång (1992–1997, 2007–2023, död 2023)

## Diskografi

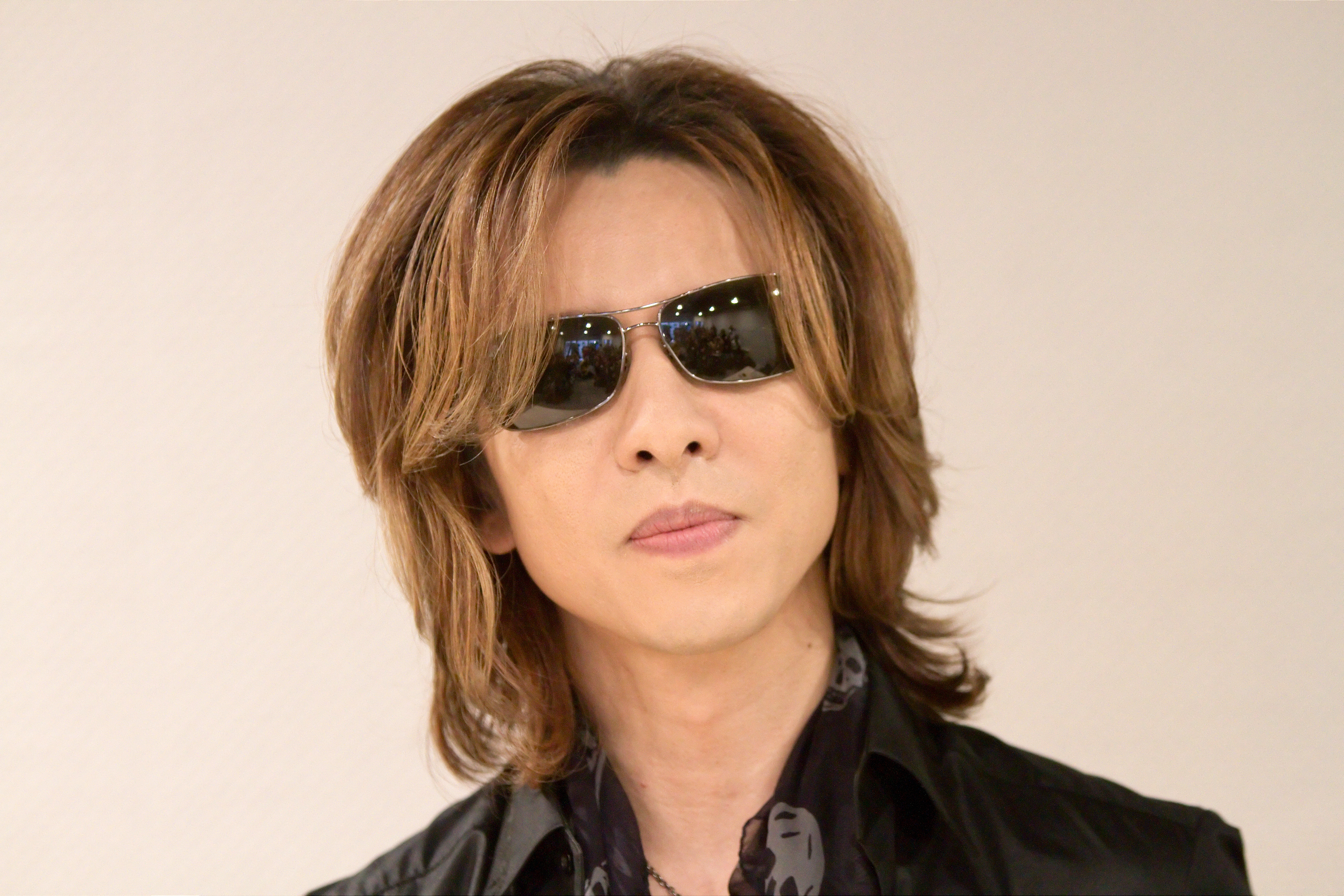
Yoshiki

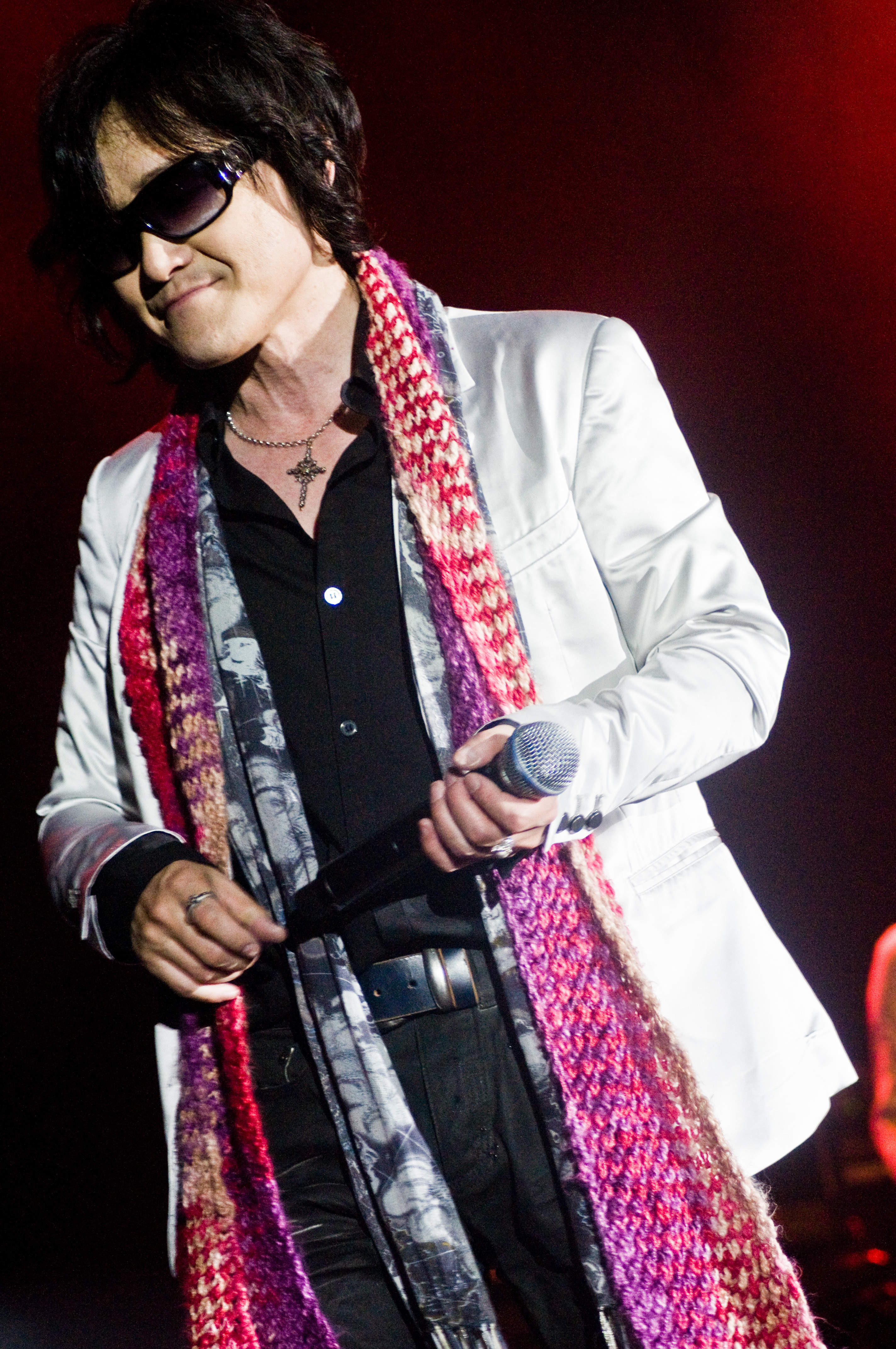
Toshi

### Studioalbum
- VANISHING VISION (1988-04-14)
- Blue Blood (1989-04-21)
- JEALOUSY (1991-07-01)
- ART OF LIFE (1993-08-25)
- DAHLIA (1996-11-04)

### Singlar
- "I'LL KILL YOU" (1985-06-XX)
- "Orgasm" (オルガスム) (1986-04-XX)
- "Kurenai" (1989-09-01)
- "ENDLESS RAIN" (1989-12-01)
- "WEEK END" (1990-04-21)
- "Silent Jealousy" (1991-09-11)
- "Standing Sex" (1991-10-25)
- "Say Anything" (1991-12-01)
- "Tears" (1993-11-10)
- "Rusty Nail" (1994-07-10)
- "Longing ～跡切れた Melody～" (1995-08-01)
- "Longing ～切望の夜～" (1995-12-11)
- "DAHLIA" (1996-02-26)
- "Forever Love" (1996-07-08)
- "CRUCIFY MY LOVE" (1996-08-26)
- "SCARS" (1996-11-18)
- "Forever Love" (Last Mix) (1997-12-18)
- "THE LAST SONG" (1998-03-18)
- "Forever Love" (1998-07-22)
- "SCARS" (1998-07-22)
- "Forever Love" (2001-07-11)
- "I.V." (iTunes) (2008-01-23)
- "Jade" (iTunes) (2011-06-28)
- "Born To Be Free" (2015-11-06)
- "Angel" (2023-7-28)

### Livealbum
- 破滅に向かって (CD EDITION) 1992-01-07 TOKYO DOME LIVE (1995-01-01)
- LIVE LIVE LIVE TOKYO DOME 1993-1996 (1997-10-15)
- Live Live Live Extra (1997-11-05)
- LIVE IN HOKKAIDO 1995-12-04 BOOTLEG (1998-01-21)
- Art of Life Live (1998-03-18)
- The Last Live (2001-05-30)

### Samlingsskivor
- X Singles (1993-11-21)
- B.O.X ～Best of X～ (1996-03-21)
- BALLAD COLLECTION (1997-12-19)
- Singles ～Atlantic Years～ (1997-12-25)
- STAR BOX (1999-01-30)
- PERFECT BEST (1999-02-24)
- X Japan BEST ～FAN'S SELECTION～ (2001-12-19)
- Trance X (2002-12-04)
- X JAPAN COMPLETE II (2005-10-01)

Utöver dessa musikskivor har X Japan gett ut en rad DVD-skivor och ett tv-spel.